# Sedmilhářky
Sedmilhářky (v anglickém originále Big Little Lies) je komediálně-dramatický televizní seriál stanice HBO, založený na stejnojmenné knize autorky Liane Moriarty. Tvůrcem a scenáristou seriálu je David E. Kelley. První řada měla premiéru v roce 2017, druhá byla vydána v roce 2019. Původně byl seriál zamýšlen jako minisérie, Jean-Marc Vallée režíroval první řadu, přičemž Andrea Arnold režírovala druhou řadu. V listopadu 2023 Nicole Kidmanová uvedla, že bude vytvořena i třetí řada.
V hlavních rolích účinkují Kidmanová, Reese Witherspoonová, Shailene Woodley, Laura Dernová a Zoë Kravitzová jako pět žen v Monterey v Kalifornii, které se zapletou do vyšetřování vraždy. Ve vedlejších rolích dále účinkují Alexander Skarsgård, Adam Scott, James Tupper and Jeffrey Nordling. Pro druhou řadu se k obsazení do hlavní role připojila Meryl Streepová. 
Seriál získal velmi pozitivní hodnocení kritiků, kteří vyzdvihovali zejména jeho scénář, režii, herecké výkony, produkční hodnoty, kameru a soundtrack. První řada obdržela 16 nominací na cenu Emmy, přičemž získala celkem osm cen, včetně ceny za nejlepší minisérii, nejlepší režii pro Vallée a v hereckých kategoriích zvítězili Kidmanová, Skarsgård a Dernová. Trojice herců také získala Zlatý glóbus a seriál získal cenu za nejlepší minisérii nebo TV film. Kidmanová a Skarsgård za své výkony také obdrželi Cenu Sdružení filmových a televizních herců.

## Obsazení

### Hlavní role
| Reese Witherspoonová | Madeline Martha Mackenzie                                             |
| Nicole Kidmanová     | Celeste Wright                                                        |
| Shailene Woodley     | Jane Chapman                                                          |
| Alexander Skarsgård  | Perry Wright, manžel Celeste                                          |
| Adam Scott           | Ed Mackenzie, manžel Madeline                                         |
| Zoë Kravitzová       | Bonnie Carlson, manželka Nathana                                      |
| James Tupper         | Nathan Carlson, bývalý manžel Madeline a manžel Bonnie                |
| Laura Dernová        | Renata Klein                                                          |
| Jeffrey Nordling     | Gordon Klein, manžel Renaty                                           |
| Kathryn Newton       | Abigail Carlson (2. řada; 1. řada vedlejší), dcera Madeline a Nathana |
| Iain Armitage        | Ziggy Chapman (2. řada; 1. řada vedlejší), syn Jane                   |
| Meryl Streepová      | Mary Louise Wright (2. řada), matka Perryho                           |

### Vedlejší role
- Darby Camp jako Chloe Mackenzie, dcera Madeline
- Ivy George jako Amabella Klein, dcera Renaty
- Cameron Crovetti jako Josh Wright, Celestin syn
- Nicholas Crovetti jako Max Wright, Celestin syn
- Chloe Coleman jako Skye Carlson, Bonniina dcera
- Ivy George jako Amabella Klein, Renatina dcera
- Kelen Coleman jako Harper Stimson
- Robin Weigert jako Dr. Amanda Reisman, terapeutka
- P. J. Byrne jako Warren Nippal, ředitel základní školy
- Santiago Cabrera jako Joseph Bachman, divadelní režisér a Torin manžel
- Sarah Sokolovic jako Tori Bachman, Josephova manželka
- Larry Sullivan jako Oren
- Gia Carides jako Melissa
- Larry Bates jako Stu
- Kathreen Khavari jako Samantha (1. řada)
- Sarah Burns jako Gabrielle (1. řada)
- Hong Chau jako Jackie (1. řada)
- David Monahan jako Bernard (1. řada)
- Molly Hagan jako Dr. Moriarty, Ziggyho psycholožka (1. řada)
- Joseph Cross jako Tom, majitel kavárny (1. řada)
- Douglas Smith jako Corey Brockfield (2. řada)
- Mo McRae jako Michael Perkins (2. řada)
- Crystal Fox jako Elizabeth Howard (2. řada), Bonniina matka
- Martin Donovan jako Martin Howard (2. řada), Bonniin otec
- Poorna Jagannathan jako Katie Richmond (2. řada)
- Denis O'Hare jako Ira Farber (2. řada)

## Vysílání
| Řada | Díly | Premiéra v USA | Premiéra v USA    | Premiéra v ČR   | Premiéra v ČR     |
| Řada | Díly | První díl      | Poslední díl      | První díl       | Poslední díl      |
| ---- | ---- | -------------- | ----------------- | --------------- | ----------------- |
| 1    | 7    | 19. února 2017 | 2. dubna 2017     | 20. února 2017  | 3. dubna 2017     |
| 2    | 7    | 9. června 2019 | 21. července 2019 | 10. června 2019 | 22. července 2019 |

## Ocenění a nominace
| Rok  | Ocenění                             | Kategorie                                                                                     | Nominovaný                                                                              | Výsledek  |
| ---- | ----------------------------------- | --------------------------------------------------------------------------------------------- | --------------------------------------------------------------------------------------- | --------- |
| 2017 | American Film Institute Awards      | nejlepších 10 seriálů roku                                                                    | Sedmilhářky                                                                             | vítězství |
| 2017 | Zlatý glóbus                        | nejlepší limitovaný seriál nebo TV film                                                       | Sedmilhářky                                                                             | vítězství |
| 2017 | Zlatý glóbus                        | nejlepší ženský herecký výkon ve vedlejší roli: limitovaný seriál nebo film                   | Nicole Kidmanová                                                                        | vítězství |
| 2017 | Zlatý glóbus                        | nejlepší ženský herecký výkon ve vedlejší roli: limitovaný seriál nebo film                   | Reese Witherspoonová                                                                    | nominace  |
| 2017 | Zlatý glóbus                        | nejlepší mužský herecký výkon ve vedlejší roli: televizní seriál, limitovaný seriál nebo film | Alexander Skarsgård                                                                     | vítězství |
| 2017 | Zlatý glóbus                        | nejlepší ženský herecký výkon ve vedlejší roli: televizní seriál, limitovaný seriál nebo film | Laura Dernová                                                                           | vítězství |
| 2017 | Zlatý glóbus                        | nejlepší ženský herecký výkon ve vedlejší roli: televizní seriál, limitovaný seriál nebo film | Shailene Woodley                                                                        | nominace  |
| 2017 | Primetime Emmy Awards               | nejlepší limitovaný seriál                                                                    | Sedmilhářky                                                                             | vítězství |
| 2017 | Primetime Emmy Awards               | nejlepší režie: limitovaný seriál nebo film                                                   | Jean-Marc Vallée                                                                        | vítězství |
| 2017 | Primetime Emmy Awards               | nejlepší ženský herecký výkon v hlavní roli: limitovaný seriál nebo film                      | Nicole Kidmanová                                                                        | vítězství |
| 2017 | Primetime Emmy Awards               | nejlepší ženský herecký výkon v hlavní roli: limitovaný seriál nebo film                      | Reese Witherspoonová                                                                    | nominace  |
| 2017 | Primetime Emmy Awards               | nejlepší mužský herecký výkon ve vedlejší roli: limitovaný seriál nebo film                   | Alexander Skarsgård                                                                     | vítězství |
| 2017 | Primetime Emmy Awards               | nejlepší ženský herecký výkon ve vedlejší roli: limitovaný seriál nebo film                   | Laura Dernová                                                                           | vítězství |
| 2017 | Primetime Emmy Awards               | nejlepší ženský herecký výkon ve vedlejší roli: limitovaný seriál nebo film                   | Shailene Woodley                                                                        | nominace  |
| 2017 | Primetime Emmy Awards               | nejlepší scénář: limitovaný seriál, film nebo dramatický speciál                              | David E. Kelley                                                                         | nominace  |
| 2017 | Primetime Creative Arts Emmy Awards | nejlepší casting: TV film nebo limitovaný seriál                                              | David Rubin                                                                             | vítězství |
| 2017 | Primetime Creative Arts Emmy Awards | nejlepší kamera: TV film nebo limitovaný seriál                                               | Yves Bélanger                                                                           | nominace  |
| 2017 | Primetime Creative Arts Emmy Awards | nejlepší kostýmy: TV seriál nebo limitovaný seriál nebo film                                  | Alix Friedberg, Risa Garcia a Patricia McLaughlin                                       | vítězství |
| 2017 | Primetime Creative Arts Emmy Awards | nejlepší účes: TV film nebo limitovaný seriál                                                 | Michelle Ceglia, Nickole C. Jones, Lona Vigi, Frances Mathias a Jocelyn Mulhern         | nominace  |
| 2017 | Primetime Creative Arts Emmy Awards | nejlepší masky: TV film nebo limitovaný seriál                                                | Steve Artmont, Nicole Artmont, Angela Levin, Molly R Stern a Claudia Humburg            | nominace  |
| 2017 | Primetime Creative Arts Emmy Awards | nejlepší hudební supervize                                                                    | Susan Jacobs                                                                            | vítězství |
| 2017 | Primetime Creative Arts Emmy Awards | nejlepší střih: TV film nebo limitovaný seriál                                                | Veronique Barbe, David Berman, Justin LaChance, Maxime Lahaie, Sylvain Lebel a Jim Vega | nominace  |
| 2017 | Primetime Creative Arts Emmy Awards | nejlepší mix zvuku: TV film nebo limitovaný seriál                                            | Gavin Fernandes, Louis Gignac a Brendan Beebe                                           | nominace  |
| 2017 | TCA Awards                          | program roku                                                                                  | Sedmilhářky                                                                             | nominace  |
| 2017 | TCA Awards                          | nejlepší film, limitovaný seriál nebo speciál                                                 | Sedmilhářky                                                                             | vítězství |
| 2017 | TCA Awards                          | individuální ocenění za drama                                                                 | Nicole Kidmanová                                                                        | nominace  |
| 2018 | ACE Eddie Awards                    | nejlepší střih dramatického seriálu nekomerční televizní stanice                              | David Berman                                                                            | nominace  |
| 2018 | Art Directors Guild Awards          | nejlepší výprava: TV film nebo limitovaný seriál                                              | John Paino (za „Někdo je mrtvý, „Žít si svůj sen“, „Dostaneš, co potřebuješ“)           | nominace  |
| 2018 | Cinema Audio Society Awards         | nejlepší mix zvuku: TV nebo limitovaný seriál                                                 | Brendan Beebe, Gavin Fernandes, Louis Gignac (za díl „Dostaneš, co potřebuješ“)         | nominace  |
| 2018 | Costume Designers Guild Awards      | nejlepší kostýmy – současný televizní seriál                                                  | Alix Friedberg                                                                          | nominace  |
| 2018 | Critics' Choice Television Awards   | nejlepší limitovaný seriál                                                                    | Sedmilhářky                                                                             | vítězství |
| 2018 | Critics' Choice Television Awards   | nejlepší ženský herecký výkon: TV nebo limitovaný seriál                                      | Nicole Kidmanová                                                                        | vítězství |
| 2018 | Critics' Choice Television Awards   | nejlepší ženský herecký výkon: TV nebo limitovaný seriál                                      | Reese Witherspoonová                                                                    | nominace  |
| 2018 | Critics' Choice Television Awards   | nejlepší mužský herecký výkon ve vedlejší roli: TV nebo limitovaný seriál                     | Alexander Skarsgård                                                                     | vítězství |
| 2018 | Critics' Choice Television Awards   | nejlepší ženský herecký výkon ve vedlejší roli: TV nebo limitovaný seriál                     | Laura Dernová                                                                           | vítězství |
| 2018 | Location Managers Guild Awards      | nejlepší lokace – současná televize                                                           | Greg Alpert                                                                             | nominace  |
| 2018 | Producers Guild of America Awards   | Ocenění Normana Feltona za nejlepší produkci televizního dramatu                              | Sedmilhářky                                                                             | nominace  |
| 2018 | Screen Actors Guild Awards          | nejlepší mužský herecký výkon v TV filmu nebo limitovaném seriálu                             | Alexander Skarsgård                                                                     | vítězství |
| 2018 | Screen Actors Guild Awards          | nejlepší ženský herecký výkon v TV filmu nebo limitovaném seriálu                             | Laura Dernová                                                                           | nominace  |
| 2018 | Screen Actors Guild Awards          | nejlepší ženský herecký výkon v TV filmu nebo limitovaném seriálu                             | Nicole Kidmanová                                                                        | vítězství |
| 2018 | Screen Actors Guild Awards          | nejlepší ženský herecký výkon v TV filmu nebo limitovaném seriálu                             | Reese Witherspoonová                                                                    | nominace  |
| 2018 | Writers Guild of America Awards     | nejlepší scénář (dlouhá forma – adaptovaný)                                                   | David E. Kelley                                                                         | vítězství |
| 2018 | USC Scripter Awards                 | nejlepší adaptovaný televizní scénář                                                          | David E. Kelley a Liane Moriarty (za díl „Dostaneš, co potřebuješ“)                     | nominace  |